# 小出宣昭
小出 宣昭（こいで のぶあき、1944年（昭和19年）9月12日 - ）は、日本の新聞編集者、経営者。中日新聞社副会長、前社長。

## 経歴
- 1944年 - 愛知県名古屋市にて誕生[2]。
- 1963年 - 私立東海高校卒業。
- 1967年 - 早稲田大学第一政経学部卒業。中部日本新聞社入社。名古屋本社編集局長、常務などを務める[3][2]。
- 2001年 - 取締役[3]。
- 2007年 - 東京本社代表[3]。
- 2009年6月 - 専務・東京本社代表[3]。
- 2011年6月20日 - 2017年 中日新聞社社長[3]。

## 人物
- 2009年4月29日 - 愛煙家であり、中日新聞に「タクシー禁煙の憂うつ」というコラムを掲載した[4]。それに対し「たばこの害を、どう考えているのか」などの抗議が同社に相次ぎ、NPO法人「日本禁煙学会」（東京）も小出氏に抗議文を送付した。[5]
- 2010年4月20日 - 親中のスタンスであり、東京新聞社長時代には、駐日大使の表敬訪問を受け、「東京新聞は本社を名古屋に置く中日新聞社に属している。本社は中国との交流と協力を重視しており、かつての中米「ピンポン外交」で積極的な役割を果たした。」と述べた[6]。
- 大のデジタル嫌いであり、この手のテーマになると、必ずアンチ・デジタル論をぶつという[7][8]。
- 高須クリニック院長の高須克弥は高校時代の同級生である。

## 首相訪朝に想う
2004年5月22日、小泉再訪朝当日の朝刊「編集局デスク」に、中日新聞名古屋本社編集局長として「首相訪朝に想う」と題する署名記事を掲載。その中で『5人の人々（注：拉致被害者）も、1年8カ月前の本紙報道にあるように「本人たちの希望もあり」、10日前後で家族のいる平壌にいったん帰るつもりだったと考える方が、人間の心情からいって自然である。それを言えなくしてしまった「何か」が、いまの日本にはある。拉致という国家犯罪に怒り、憎むことは当然の国民感情だ。しかし、それも度が過ぎるとかえって第三者の共感を呼ばないのは、北朝鮮をめぐる6カ国協議でなかなかこの問題が取り上げられなかったことでも分かる。日本は怒りすぎたのではないか。北を憎みすぎたのではないか。そう自問しつつ、きょうの小泉首相と金正日総書記の会談を見守りたい』と書く。三大紙以外の記事にもかかわらず大きな反響を呼び、論壇における小出自身の知名度も上昇した。

## 東京新聞不正経理問題への対応
2015年より国税庁より税務調査受けている東京新聞の不正経理問題について以下のように述べ、事実関係を認めつつも、社内融和のために、被害額の究明や関係者の処分をしないことを明言している。 

## 「性同一性障害の知事」発言
2018年1月13日、名古屋市内における立憲民主党、民進党、希望の党3党の幹部がパネリストとなったシンポジウムにおいて、愛知県知事の大村秀章について、「三河に行くと、大村さんみたいに保守かリベラルか、性同一性障害みたいな知事が出る」と発言した。シンポジウム後、「言葉が滑った」と釈明し撤回した。

## 書籍
- 『ニュースを食え 「編集局デスク」から』 ISBN 978-4806204428
- 『続 ニュースを食え―「編集局デスク」から』 ISBN 978-4806204886